# Edea Kramer
Edea Kramer (イデア・クレイマー, Idea Kureimā) è un personaggio del videogioco Final Fantasy VIII.

## Storia
Inizialmente presentata come la principale antagonista del gioco, Edea è in realtà vittima del controllo di Artemisia, una potentissima strega del futuro che ne sfrutta la figura e i poteri per gettare scompiglio nel mondo.
La figura di Edea si rivelerà essere inoltre legata al passato dei protagonisti: ella fu infatti la Madre, la donna che si occupò dell'orfanotrofio dov'erano cresciuti (escludendo Rinoa Heartilly) i personaggi principali.
Come strega, ha assorbito i poteri in gioventù da un'altra strega sconosciuta e una seconda volta (attraverso un paradosso temporale) tramite Artemisia.
È inoltre la moglie di Cid Kramer, preside del Garden di Balamb. Edea spiega che certe streghe hanno un "cavaliere" che le protegge, e coloro che ne sono sprovviste spesso sono condannate alla rovina. 
Edea si differenzia principalmente dalle altre streghe per essere stata l'unica ad avere passato i suoi poteri senza morire.
Ciò può essere dovuto al suo legame col suo cavaliere. Come ammesso dagli autori del gioco, l'amore è più potente di ogni cosa.

## Aspetto
Si tratta di una donna avvenente, dai capelli corvini e il fisico longilineo.
Quando è posseduta da Artemisia, Edea dimostra alcune similitudini con la strega malvagia (come gli occhi dorati, il trucco elaborato e l'abbigliamento succinto), mentre il suo aspetto naturale risulta più semplice e sobrio: una modesta veste nera con i lunghi capelli lasciati sciolti.

## Curiosità
- Entra a far parte del gruppo di personaggi giocanti per una breve sezione della trama.
- Assieme a Rajin e Fujin, Edea è uno dei personaggi il cui design è stato originariamente concepito precedentemente lo sviluppo del gioco (nel caso di Edea, addirittura prima della realizzazione di Final Fantasy VII).[1]